# Calle del Mal Consejo
La calle del Mal Consejo es una vía pública de la ciudad española de Segovia.

## Descripción
La vía nace en el punto en el que la calle de San Nicolás se encuentra con la de San Agustín y discurre hasta llegar a la cuesta de San Bartolomé. Lleva el título desde antiguo; Mariano Sáez y Romero asegura que «en 1389 ya llevaba esta denominación». En Las calles de Segovia (1918), este autor la describe con las siguientes palabras:

Malconsejo.—Parte de la calle de San Agustín y sale a la alamedilla de San Nicolás, donde estuvo en tiempos la ermita de San Bartolomé. Este nombre tan particular y típico obedece, a que fué esta la calle donde vivía el sacristán de San Facundo y en ella entregó al judío Domair la Hostia consagrada a cambio de los dineros que éste le dió para desentenderse de sus acreedores, y que dió ocasión al insigne milagro del Santísimo Cuerpo de Nuestro Redentor, que aconteció en Segovia en 1410. Actualmente en esta calle faltan los azulejos o letreros que designen el nombre, mereciendo que sea otra vez colocado el rótulo de Malconsejo en azulejo o lápida o simplemente pintado en las paredes con una plantilla, pues no sólo por ornato, sino también por curiosidad, y por la tradición, debe ser conservada esta denominación tan significativa en los fastos segovianos. Se dice también que este nombre de Malconsejo era ya anterior al trato o venta de la Hostia consagrada, pues en 1389 ya llevaba esta denominación. En otras muchas calles, también los rótulos o azulejos faltan por completo, y en otras están rotos a golpe de piedra, bárbara costumbre de los chicos y mozuelos y descuido también municipal, de no tener en una o en otra forma el letrero que ayude al caminante a orientarse en su marcha por las vías de la Ciudad.
(Sáez y Romero, 1918, pp. 110-111)